# Leptotarsus (Tanypremna) uniguttatus
Leptotarsus (Tanypremna) uniguttatus is een tweevleugelige uit de familie langpootmuggen (Tipulidae). De soort komt voor in het Neotropisch gebied.